# Psettodes bennettii
Psettodes bennettii är en fiskart som beskrevs av Steindachner, 1870. Psettodes bennettii ingår i släktet Psettodes och familjen Psettodidae. Inga underarter finns listade i Catalogue of Life.